# Костяевское сельское поселение
Костяевское се́льское поселе́ние — упразднённое муниципальное образование в Юрьевецком районе Ивановской области Российской Федерации.
Административный центр — деревня Костяево Большое.

## История
Статус и границы сельского поселения установлены Законом Ивановской области от 25 февраля 2005 года N 54-ОЗ «О городском и сельских поселениях в Юрьевецком муниципальном районе».
Законом Ивановской области от 6 мая 2015 года № 34-ОЗ, Михайловское и Костяевское сельские поселения преобразованы, путём объединения, в Михайловское сельское поселение с административным центром в деревне Михайлово.

## Население
| 2002 | 2010 | 2011 | 2012 | 2013 | 2014 | 2015 |
| ---- | ---- | ---- | ---- | ---- | ---- | ---- |
| 638  | ↘478 | ↘475 | ↘465 | ↘461 | ↘448 | ↘433 |

## Состав сельского поселения
| №  | Населённый пункт | Тип населённого пункта          | Население |
| -- | ---------------- | ------------------------------- | --------- |
| 1  | Боровое          | деревня                         | 3         |
| 2  | Жарки            | село                            | ↗47       |
| 3  | Корючиха         | деревня                         | 2         |
| 4  | Костяево Большое | деревня, административный центр | ↘280      |
| 5  | Липовка          | деревня                         | 0         |
| 6  | Махлово          | деревня                         | ↘8        |
| 7  | Павлово          | деревня                         | 1         |
| 8  | Подвязкино       | деревня                         | 5         |
| 9  | Ручей            | деревня                         | 8         |
| 10 | Сытное           | деревня                         | 2         |
| 11 | Талица           | село                            | ↘107      |
| 12 | Устиниха         | деревня                         | 7         |
| 13 | Хохонино         | деревня                         | 0         |
| 14 | Чуркино Большое  | деревня                         | ↘8        |